# Johan Brunström
Johan Brunström (* 3. April 1980 in Fiskebäckskil, Lysekil) ist ein schwedischer Tennisspieler. Er gilt als Doppelspezialist.

## Karriere
Mit Jarkko Nieminen gewann er 2010 das ATP-Turnier in Gstaad. Es folgten zwei weitere Titel in der Saison 2013 mit Raven Klaasen in Nizza und Metz. 2014 gewann er mit Frederik Nielsen in Chennai und mit Nicholas Monroe in Båstad. Darüber hinaus gewann er auf der Challenger Tour mit wechselnden Partnern bereits 27 Titel. Sein bestes Ergebnis bei einem Grand-Slam-Turnier erzielte er im Jahr 2010 mit dem Einzug ins Achtelfinale der Australian Open.
2012 gab er sein Debüt für die schwedische Davis-Cup-Mannschaft.

## Erfolge
| Legende (Siege in Klammern)                        |
| Grand Slam                                         |
| Tennis Masters Cup / ATP World Tour Finals         |
| ATP Masters Series / ATP World Tour Masters 1000   |
| ATP International Series Gold / ATP World Tour 500 |
| ATP International Series / ATP World Tour 250 (5)  |
| ATP Challenger Tour (27)                           |

| Titel nach Belag |
| Hartplatz (2)    |
| Sand (3)         |
| Rasen (0)        |

### Doppel

#### Turniersiege

##### ATP World Tour
| Nr. | Datum              | Turnier | Belag         | Partner          | Finalgegner                       | Ergebnis          |
| --- | ------------------ | ------- | ------------- | ---------------- | --------------------------------- | ----------------- |
| 1.  | 1. August 2010     | Gstaad  | Sand          | Jarkko Nieminen  | Marcelo Melo Bruno Soares         | 6:3, 6:74, [11:9] |
| 2.  | 25. Mai 2013       | Nizza   | Sand          | Raven Klaasen    | Juan Sebastián Cabal Robert Farah | 6:3, 6:2          |
| 3.  | 22. September 2013 | Metz    | Hartplatz (i) | Raven Klaasen    | Nicolas Mahut Jo-Wilfried Tsonga  | 6:4, 7:65         |
| 4.  | 5. Januar 2014     | Chennai | Hartplatz     | Frederik Nielsen | Marin Draganja Mate Pavić         | 6:2, 4:6, [10:7]  |
| 5.  | 13. Juli 2014      | Båstad  | Sand          | Nicholas Monroe  | Jérémy Chardy Oliver Marach       | 4:6, 7:65, [10:7] |

##### ATP Challenger Tour
| Nr. | Datum             | Turnier       | Belag         | Partner            | Finalgegner                              | Ergebnis           |
| --- | ----------------- | ------------- | ------------- | ------------------ | ---------------------------------------- | ------------------ |
| 1.  | 22. Juli 2007     | Toljatti      | Hartplatz     | Mohammad Ghareeb   | Ivan Cerović Pierrick Ysern              | 7:64, 4:6, [13:11] |
| 2.  | 5. August 2007    | Tampere       | Sand          | Mohammad Ghareeb   | Jukka Kohtamäki Mika Purho               | 6:2, 7:65          |
| 3.  | 22. März 2008     | Sarajevo      | Hartplatz (i) | Frederik Nielsen   | Alexander Peya Lovro Zovko               | 6:4, 7:64          |
| 4.  | 5. Juli 2008      | Pozoblanco    | Hartplatz     | Jean-Julien Rojer  | Jamie Cerretani Dick Norman              | 6:4, 6:3           |
| 5.  | 26. Juli 2008     | Posen         | Sand          | Jean-Julien Rojer  | Santiago Giraldo Alberto Martín          | 4:6, 6:0, [10:6]   |
| 6.  | 25. Januar 2009   | Iquique       | Sand          | Jean-Julien Rojer  | Pablo Cuevas Horacio Zeballos            | 6:3, 6:4           |
| 7.  | 6. Juni 2009      | Prostějov     | Sand          | Jean-Julien Rojer  | Pablo Cuevas Dominik Hrbatý              | 6:2, 6:3           |
| 8.  | 14. Juni 2009     | Lugano        | Sand          | Jean-Julien Rojer  | Pablo Cuevas Sergio Roitman              | kampflos           |
| 9.  | 5. Juli 2009      | Braunschweig  | Sand          | Jean-Julien Rojer  | Brian Dabul Nicolás Massú                | 7:62, 6:4          |
| 10. | 10. April 2011    | Monza         | Sand          | Frederik Nielsen   | Jamie Delgado Jonathan Marray            | 5:7, 6:2, [10:7]   |
| 11. | 1. August 2011    | Segovia       | Hartplatz     | Frederik Nielsen   | Nicolas Mahut Lovro Zovko                | 6:2, 3:6, [10:6]   |
| 12. | 9. Oktober 2011   | Mons          | Hartplatz (i) | Ken Skupski        | Kenny de Schepper Édouard Roger-Vasselin | 7:64, 6:3          |
| 13. | 23. Januar 2012   | Heilbronn (1) | Hartplatz (i) | Frederik Nielsen   | Treat Conrad Huey Dominic Inglot         | 6:3, 3:6, [10:6]   |
| 14. | 8. April 2012     | Barletta      | Sand          | Dick Norman        | Jonathan Marray Igor Zelenay             | 6:4, 7:5           |
| 15. | 22. April 2012    | Sarasota      | Sand          | Izak van der Merwe | Martin Emmrich Andreas Siljeström        | 6:4, 6:1           |
| 16. | 4. November 2012  | Genf (1)      | Hartplatz     | Raven Klaasen      | Philipp Marx Florin Mergea               | 7:62, 6:75, [10:5] |
| 17. | 27. Januar 2013   | Heilbronn (2) | Hartplatz (i) | Raven Klaasen      | Jordan Kerr Andreas Siljeström           | 6:3, 0:6, [12:10]  |
| 18. | 17. Februar 2013  | Quimper       | Hartplatz (i) | Raven Klaasen      | Jamie Delgado Ken Skupski                | 3:6, 6:2, [10:3]   |
| 10. | 2. November 2014  | Genf (2)      | Hartplatz (i) | Nicholas Monroe    | Oliver Marach Philipp Oswald             | 5:7, 7:5, [10:6]   |
| 11. | 11. Juli 2015     | Winnetka      | Hartplatz     | Nicholas Monroe    | Sekou Bangoura Frank Dancevic            | 4:6, 6:3, [10:8]   |
| 21. | 4. Oktober 2015   | Tiburon       | Hartplatz     | Frederik Nielsen   | Carsten Ball Matt Reid                   | 7:62, 6:1          |
| 22. | 18. Oktober 2015  | Fairfield     | Hartplatz     | Frederik Nielsen   | Carsten Ball Dustin Brown                | 6:3, 5:7, [10:5]   |
| 23. | 15. November 2015 | Knoxville     | Hartplatz (i) | Frederik Nielsen   | Sekou Bangoura Matt Seeberger            | 6:1, 6:2           |
| 24. | 9. Januar 2016    | Bangkok       | Hartplatz     | Andreas Siljeström | Gero Kretschmer Alexander Satschko       | 6:3, 6:4           |
| 25. | 24. Januar 2016   | Manila        | Hartplatz     | Frederik Nielsen   | Francis Alcantara Christopher Rungkat    | 6:2, 6:2           |
| 26. | 16. April 2016    | Barletta      | Sand          | Andreas Siljeström | Flavio Cipolla Rogério Dutra da Silva    | 0:6, 6:4, [10:8]   |
| 27. | 15. Mai 2016      | Bordeaux      | Sand          | Andreas Siljeström | Guillermo Durán Máximo González          | 6:1, 3:6, [10:4]   |

#### Finalteilnahmen
| Nr. | Datum              | Turnier          | Belag         | Partner            | Finalgegner                          | Ergebnis           |
| --- | ------------------ | ---------------- | ------------- | ------------------ | ------------------------------------ | ------------------ |
| 1.  | 7. Juli 2008       | Båstad           | Sand          | Jean-Julien Rojer  | Jonas Björkman Kevin Ullyett         | 2:6, 2:6           |
| 2.  | 12. Oktober 2008   | Stockholm (1)    | Hartplatz (i) | Michael Ryderstedt | Jonas Björkman Robin Söderling       | 1:6, 3:6           |
| 3.  | 10. Mai 2009       | Belgrad          | Sand          | Jean-Julien Rojer  | Łukasz Kubot Oliver Marach           | 2:6, 6:73          |
| 4.  | 20. Juni 2009      | ’s-Hertogenbosch | Rasen         | Jean-Julien Rojer  | Wesley Moodie Dick Norman            | 6:73, 7:63, [5:10] |
| 5.  | 2. August 2009     | Umag             | Sand          | Jean-Julien Rojer  | František Čermák Michal Mertiňák     | 4:6, 4:6           |
| 6.  | 26. September 2009 | Bukarest         | Sand          | Jean-Julien Rojer  | František Čermák Michal Mertiňák     | 2:6, 4:6           |
| 7.  | 24. Oktober 2010   | Stockholm (2)    | Hartplatz (i) | Jarkko Nieminen    | Eric Butorac Jean-Julien Rojer       | 3:6, 4:6           |
| 8.  | 15. Januar 2011    | Auckland (1)     | Hartplatz     | Stephen Huss       | Marcel Granollers Tommy Robredo      | 4:6, 6:76          |
| 9.  | 10. Juli 2011      | Newport          | Rasen         | Adil Shamasdin     | Matthew Ebden Ryan Harrison          | 6:4, 3:6, [5:10]   |
| 10. | 23. September 2012 | Metz             | Hartplatz (i) | Frederik Nielsen   | Nicolas Mahut Édouard Roger-Vasselin | 6:73, 4:6          |
| 11. | 12. Januar 2013    | Auckland (2)     | Hartplatz     | Frederik Nielsen   | Colin Fleming Bruno Soares           | 6:71, 6:72         |
| 12. | 10. Februar 2013   | Montpellier      | Hartplatz (i) | Raven Klaasen      | Marc Gicquel Michaël Llodra          | 3:6, 6:3, [9:11]   |
| 13. | 29. September 2013 | Bangkok          | Hartplatz     | Tomasz Bednarek    | Jamie Murray John Peers              | 3:6, 6:3, [6:10]   |
| 14. | 7. August 2016     | Atlanta          | Hartplatz     | Andreas Siljeström | Andrés Molteni Horacio Zeballos      | 6:72, 4:6          |